# 36. Goya-gála
A 36. Goya-gála során a 2021-ben bemutatott spanyol filmeket értékelték. A jelölteket az Academy of Cinematographic Arts and Sciences of Spain választotta ki. A valenciai Palau de les Arts Reina Sofíaban tartott ceremóniát a Radiotelevisión Española, az La1, a TVE Internacional, az RTVE Play és a Radio Nacional de España közvetítették 2022. február 12-én. A műsor ezúttal házigazda nélkül került megrendezésre. A jelöltek listáját Nathalie Poza és José Coronado jelentették be 2021. november 29-én. A gála során José Sacristán kapta meg a tiszteletbeli Goya-díjat, illetve a ceremónián vezették be egy új fajta tiszteletbeli Goya-díjat, amit a nemzetközi színészeknek ítélnek oda. Az első ilyet Cate Blanchett kapta meg.

## Győztesek és jelöltek
A nyertesek félkövérrel jelölve.
| Legjobb film | Legjobb rendező |
| --- | --- |
| - A jó főnök - Maixabel - Libertad - Párhuzamos anyák - Mediterráneo | - Fernando León de Aranoa – A jó főnök - Manuel Martín Cuenca – A lány - Icíar Bollaín — Maixabel - Pedro Almodóvar — Párhuzamos anyák |
| Legjobb férfi főszereplő | Legjobb női főszereplő |
| - Javier Bardem — A jó főnök (Julio Blanco) - Javier Gutiérrez — A lány (Javier) - Eduard Fernández — Mediterráneo (Òscar Camps) - Luis Tosar — Maixabel (Ibon Etxezarreta)                                                                         | - Blanca Portillo — Maixabel (Maixabel Lasa) - Emma Suárez — Josefina (Berta) - Petra Martínez — La vida era eso (María) - Penélope Cruz — Párhuzamos anyák (Janis Martínez Moreno) |
| Legjobb férfi mellékszereplő | Legjobb női mellékszereplő |
| - Urko Olazabal — Maixabel (Luis Carrasco) - Fernando Albizu — A jó főnök (Román) - Celso Bugallo — A jó főnök (Fortuna) - Manolo Solo — A jó főnök (Miralles)                                                                                      | - Nora Navas — Libertad (Teresa) - Sonia Almarcha — A jó főnök (Adela) - Aitana Sánchez-Gijón — Párhuzamos anyák (Teresa Ferreras) - Milena Smit — Párhuzamos anyák (Ana Manso Ferreras) |
| Legjobb új színész | Legjobb új színésznő |
| - Chechu Salgado — Las leyes de la frontera (Zarco) - Óscar de la Fuente — A jó főnök (José) - Tarik Rmili — A jó főnök (Khaled) - Jorge Motos — Lucas (Lucas)                                                                                      | - María Cerezuela — Maixabel (María) - Ángela Cervantes — Chavalas (Soraya) - Almudena Amor — A jó főnök (Liliana) - Nicolle García — Libertad (Libertad) |
| Legjobb eredeti forgatókönyv | Legjobb adaptált forgatókönyv |
| - Fernando León de Aranoa —A jó főnök - Clara Roquet — Libertad - Icíar Bollaín, Isa Campo — Maixabel - Juanjo Giménez Peña, Pere Altimira — Tres                                                                                                   | - Daniel Monzón, Jorge Guerricaechevarría — Las leyes de la frontera (Javier Cercas Las leyes de la frontera című novellája alapján) - Júlia de Paz Solvas, Núria Dunjó López — Ama (Júlia de la Paz azonos című rövidfilmje alapján) - Agustí Villaronga — El ventre del mar (Alessandro Baricco Tengeróceán című novellája alapján) - Benito Zambrano, Cristina Campos — Lola specialitása (Cristina Campos Pan de limón con semillas de amapola című novellája alapján) |
| Legjobb iberoamerikai film | Legjobb európai film |
| - La cordillère des songes — Chile - Cím nélküli dal — Peru - Las Siamesas — Argentína - Los Lobos — Mexikó | - Még egy kört mindenkinek — Dánia - Adieu les cons — Franciaország - Én vagyok a te embered — Németország - Ígéretes fiatal nő — Egyesült Királyság |
| Legjobb új rendező | Legjobb animációs film |
| - Clara Roquet – Libertad - Carol Rodríguez Colás – Chavalas - Javier Marco Rico – Josefina - David Martín de los Santos – La vida era eso | - Valentina - Gora Automatikoa - Mironins - Salvar el árbol |
| Legjobb operatőr | Legjobb vágás |
| - Kiko de la Rica — Mediterráneo - Pau Esteve Birba — A jó főnök - Gris Jordana — Libertad - José Luis Alcaine — Párhuzamos anyák | - Vanessa L. Marimbert — A jó főnök - Antonio Frutos – Fagypont alatt - Miguel Doblado – Josefina - Nacho Ruiz Capillas – Maixabel |
| Legjobb látványtervezés | Legjobb gyártásvezető |
| - Balter Gallart — Las leyes de la frontera - César Macarrón — A jó főnök - Antxón Gómez — Párhuzamos anyák - Mikel Serrano — Maixabel | - Albert Espel, Kostas Seakianakis — Mediterráneo - Óscar Vigiola — El amor en su lugar - Luis Gutiérrez — A jó főnök - Guadalupe Balaguer Trelles — Maixabel |
| Legjobb hang | Legjobb vizuális effektusok |
| - Dani Fontrodona, Oriol Tarragó, Marc Bech, Marc Orts — Tres - Iván Marín, Pelayo Gutiérrez, Valeria Arcieri — A jó főnök - Sergio Bürmann, Laia Casanovas, Marc Orts — Párhuzamos anyák - Alazne Ameztoy, Juan Ferro, Candela Palencia — Maixabel | - Pau Costa, Laura Pedro — A briliáns csel - Raúl Romanillos, Míriam Piquer — A jó főnök - Raúl Romanillos, Ferran Piquer — La abuela - Àlex Villagrasa — Mediterráneo |
| Legjobb jelmeztervezés | Legjobb smink |
| - Vinyet Escobar — Las leyes de la frontera - Alberto Valcárcel\|ast}} — El amor en su lugar - Fernando García — A jó főnök - Clara Bilbao — Maixabel                                                                                               | - Sarai Rodríguez, Benjamín Pérez, Nacho Díaz — Las leyes de la frontera - Almudena Fonseca, Manolo García — A jó főnök - Eli Adánez, Sergio Pérez Berbel, Nacho Díaz — Libertad - Karmele Soler, Sergio Pérez Berbel — Maixabel |
| Legjobb eredeti filmzene | Legjobb eredeti dal |
| - Zeltia Montes — A jó főnök - Fatima Al Qadiri — La abuela - Alberto Iglesias — Maixabel - Arnau Bataller — Mediterráneo | - "Te espera el mar" (María José Llergo) – Mediterráneo - "Burst Out" (Àngel Leiro, Jean-Paul Dupeyron, Xavier Capellas) – Álbum de posguerra - "Que me busquen por dentro" (Antonio Orozco, Jordi Colell Pinillos) – El Cover - "Las leyes de la frontera" (Alejandro García Rodríguez, Antonio Molinero León, Daniel Escortell Blandino, José Manuel Cabrera Escot, Miguel García Cantero) – Las leyes de la frontera                                                    |
| Legjobb rövidfilm | Legjobb animációs rövidfilm |
| - Tótem loba - Farrucas - Mindanao - Votamos - Yalla | - The Monkey - Nacer - Proceso de selección - Umbrellas |
| Legjobb dokumentumfilm | Legjobb rövid dokumentumfilm |
| - Quién lo impide - The Return: Life After ISIS - Héroes. Silencio y Rock & Roll - Un blues para Teherán | - Mama - Dajla: cine y olvido - Figurante - Ulisses |

## Műsorvezetők
A gálán az alábbi műsorvezetők működtek közre:
- Carmen Machi
- Charo López
- Belén Rueda
- Vicky Peña
- Juana Acosta
- Najwa Nimri
- Adam Nourou
- Jaime Lorente
- Paula Usero
- Pedro Almodóvar
- Penélope Cruz
- Salvador Calvo
- Mabel Lozano
- Eduardo Casanova
- Mina El Hammani
- Michelle Jenner
- Rozalén
- Pilar Palomero
- Belén Funes
- Belén Cuesta
- Inma Cuesta
- Luis Zahera
- Macarena Gómez
- Guillermo Montesinos
- Ana Rubio
- Álvaro Morte
- Óscar Jaenada
- Valérie Delpierre
- Ana Milán
- Arturo Valls
- Marta González de Vega
- Rosana Pastor
- Bárbara Lennie
- Irene Escolar
- Luis López Carrasco
- Nora Navas
- Nathalie Poza
- Patricia López Arnaiz
- Juan Diego Botto
- Paco León
- Marián Álvarez
- Sahraa Karimi
- Ángela Molina

## Előadott számok
| Előadó                      | Szám                                             |
| --------------------------- | ------------------------------------------------ |
| Bebe Jedet Cristina Castaño | "Libre"                                          |
| C. Tangana Rita Payés       | "Te venero"                                      |
| Joaquín Sabina Leiva        | "Tan joven y tan viejo"                          |
| Luz Casal                   | "Negra sombra" (az "In Memoriam" szegmens alatt) |

## Fordítás
- Ez a szócikk részben vagy egészben  a(z)   36th Goya Awards című angol Wikipédia-szócikk fordításán alapul.  Az eredeti cikk szerkesztőit annak laptörténete sorolja fel. Ez a jelzés csupán a megfogalmazás eredetét és a szerzői jogokat jelzi, nem szolgál a cikkben szereplő információk forrásmegjelöléseként.